# Испания на «Евровидении-1991»
Для Испании участие в тридцать шестом выпуске телевизионного конкурса Евровидение-1991, который состоялся 4 мая в Риме, Италия было 31-м по счёту. Страну представлял известный певец Серхио Далма с балладой Bailar pegados ("Танцевать вместе"), написанной Хулио Сейхасом и Луисом Гомесом Эскобаром. По итогам голосования он занял четвёртое место из 22, заработав 119 очков. Это был второй год подряд, когда Испания финишировала в пятёрке лучших и, вместе с тем, третий год подряд, когда страна оказывалась в десятке лучших. Тем не менее, Bailar pegados стала предшественницей испанской заявки на Евровидение-1992 Todo esto es la música, исполненной Серафином Субири. Конкурс был показан Televisión Española на канале La 2 с комментариями Томаса Фернандо Флореса. Глашатаем от Испании была Мария Анхелес Баланьяк.

## Предыстория
К моменту своего участия в конкурсе 1991 года Испания 30 раз участвовала на Евровидение, начиная с 1961 года. Страна выигрывала дважды: в 1968 году с песней La, la, la в исполнении Массиель и в 1969 году с песней Vivo cantando в исполнении Саломе как участницы четверной ничьи с Францией, Нидерландами и Великобританией. В 1969 году Испания впервые организовала проведение Евровидения - в театре Реал в Мадриде. Испания трижды занимала второе место: в 1971, 1973 и 1979 годах. На Евровидение-1990 композиция Bandido в исполнении фламенко-группы Azúcar Moreno заняла пятое место, набрав 96 очков.

## До «Евровидения»

### Внутренний отбор
Испанский вещатель Televisión Española (TVE) с 1961 года отвечает за организацию отбора испанской заявки на Евровидение и трансляцию конкурса. С 1977 года все заявки утверждались путём внутреннего отбора. Для участия в конкурсе 1991 года TVE не стал делать исключения и также применил процедуру внутреннего отбора. Выбор вещателя пал на певца Серхио Далму, который к тому моменту времени уже был успешным исполнителем. В 1989 году Далма выпустил свой дебютный альбом Esa Chica es Mía, заглавная композиция с которого принесла ему огромную популярность и стала хитом не только в Испании, но и в таких странах Латинской Америки, как Чили, Аргентина и Колумбия. В 1990 году дебютный альбом был удостоен платинового сертификата продаж в Испании. Композицию Bailar pegados, написанную Хулио Сейхасом и Луисом Гомесом Эскобаром, Далма также записал на французском языке под названием Danser contre toi ("Танцевать против тебя") и на итальянском языке под названием Ballare stretti ("Танцуем плотно").

## На «Евровидении»
В Риме Серхио Далма выступал под номером 18, между Бельгией и Великобританией. Перед конкурсом композиция Bailar pegados считалась одним из букмекерских фаворитов, наряду с заявками от Италии, Франции и Израиля. По итогам голосования Испания заняла четвёртое место из 22, заработав 119 очков, в том числе 12 очков от Кипра и Швейцарии. 12 очков испанское жюри присудило одному из фаворитов конкурса, Израилю. Эдуардо Лейва был дирижёром во время исполнения испанской заявки.

### Голосование
| Очки      | Страна                                               |
| --------- | ---------------------------------------------------- |
| 12 баллов | - Кипр - Швейцария                                   |
| 10 баллов | - Греция                                             |
| 8 баллов  | - Португалия - Турция - Югославия                    |
| 7 баллов  | - Австрия - Германия                                 |
| 6 баллов  | - Бельгия - Ирландия - Люксембург - Мальта - Франция |
| 5 баллов  |                                                      |
| 4 балла   | - Норвегия - Финляндия - Швеция                      |
| 3 балла   |                                                      |
| 2 балла   | - Израиль - Исландия                                 |
| 1 балл    | - Великобритания                                     |

| Очки      | Страна     |
| --------- | ---------- |
| 12 баллов | Израиль    |
| 10 баллов | Португалия |
| 8 баллов  | Франция    |
| 7 баллов  | Италия     |
| 6 баллов  | Мальта     |
| 5 баллов  | Греция     |
| 4 балла   | Швеция     |
| 3 балла   | Бельгия    |
| 2 балла   | Турция     |
| 1 балл    | Германия   |